# إيمرية منكثبة
إيمرية منكثبة (الاسم العلمي: Eimeria acervulina) هي نوع من أسناخ صبغية تتبع جنس الإيمرية من فصيلة الإيمريات.